# Tour des Flandres 1985
La 69e édition du Tour des Flandres eut lieu le 7 avril 1985 et a couronné le Belge Eric Vanderaerden. 173 coureurs étaient au départ de Saint-Nicolas, 24 arrivèrent à Meerbeke

## Parcours
Cette année, 12 difficultés ont été escaladés sur un parcours de 271 kilomètres. 
- 1. Molenberg
- 2. Vieux Quaremont (Oude Kwaremont)
- 3. Koppenberg
- 4. Taaienberg
- 5. Berg ten Houte
- 6. Eikenberg
- 7. Varent
- 8. Keiweg-Leberg
- 9. Berendries
- 10. Mur de Grammont
- 11. Bosberg
- 12. Flierendries

## Résumé
Cette édition du Tour des Flandres est marqué par une météo particulièrement mauvaise, de véritables torrents se forment sur route. C'est essentiellement pour cette raison que seulement 24 coureurs termineront la course qui entrera dans la légende du cyclisme.
L'un des favoris, le champion de Belgique Eric Vanderaerden, crève à seulement deux kilomètres du Koppenberg. Il est dépanné par un de ses coéquipiers tandis qu'un autre l'attend pour le ramener sur le groupe des favoris. Ayant rejoint la queue du peloton au pied du mur, Vanderaerden se livre, tel un serpent, à un véritable slalom en évitant les coureurs qui ont mis pied à terre dans l’ascension. Il est déjà pointé à la quinzième place au sommet. Véritablement déchaîné, il mène le groupe de chasse avant de revenir sur la tête de la course. Quand il attaque dans le Mur de Grammont, personne ne peut le suivre et il remporte le Tour des Flandres à l'âge de 23 ans. L'historien de la course, Rik Vanwalleghem, raconte : « C'était un Ronde légendaire, un de ceux qui écrivent le mot Sport avec un grand S. Il faisait froid comme en Sibérie toute la journée et la pluie tombait par torrents. Sur les 173 partants seulement 24 sont comptés à l'arrivée. Dans ce contexte apocalyptique, Eric Vanderaerden est rentré à l'avant après avoir semblé battu et il a roulé 20 km en tête de la course en solitaire. Impressionnant. ». Vanderaerden, victime d'une crevaison à deux kilomètres du pied du Koppenberg, profite des intempéries et du froid pour remonter tout le peloton, sans quoi il n'aurait pu jouer la gagne. Il déclare à l'arrivée : « Le Tour des Flandres ne serait pas le Tour des Flandres sans ces intempéries typiques. Elles colorent les performances, accentuent les rapports de force entre les coureurs. ».

## Classement
| Pos | Coureur            | Équipe                    |    | Temps           |
| --- | ------------------ | ------------------------- | -- | --------------- |
| 1   | Eric Vanderaerden  | Panasonic                 | en | 6 h 49 min 50 s |
| 2   | Phil Anderson      | Panasonic                 | +  | 41 s            |
| 3   | Hennie Kuiper      | Verandalux-Dries          |    | 1 min 01 s      |
| 4   | Noël Segers        | Tönissteiner-TW Rock-BASF |    | 2 min 03 s      |
| 5   | Jef Lieckens       | Lotto                     |    | 2 min 03 s      |
| 6   | Claude Criquielion | Hitachi Splendor          |    | 2 min 03 s      |
| 7   | Greg LeMond        | La Vie claire             |    | 2 min 03 s      |
| 8   | Walter Planckaert  | Panasonic                 |    | 3 min 38 s      |
| 9   | Jean-Marie Wampers | Hitachi Splendor          |    | 3 min 46 s      |
| 10  | Stefan Mutter      | Carrera-Inoxpran          |    | 3 min 46 s      |